# George S. Long
George Shannon Long (Tunica, 11 settembre 1883 – Bethesda, 22 marzo 1958) è stato un politico statunitense, membro della Camera dei Rappresentanti per lo stato della Louisiana dal 1953 al 1958.

## Biografia
Quarto di dieci figli, George Long era il fratello maggiore di Huey ed Earl Long. Quella dei Long fu un'importante dinastia politica nello stato della Louisiana ed entrambi i fratelli di George furono governatori dello stato. Sua cognata Rose e suo nipote Russell furono senatori mentre altri familiari come Gillis, Catherine e Speedy furono deputati.
Dopo l'università, George lavorò come dentista in Oklahoma; nel frattempo studio anche giurisprudenza e divenne avvocato, esercitando entrambe le professioni. Entrato in politica con il Partito Democratico, tra il 1920 e il 1922 fu membro della Camera dei rappresentanti dell'Oklahoma.
Nel 1948 tornò definitivamente in Louisiana quando suo fratello Earl, all'epoca governatore, lo nominò sovrintendente della Louisiana Colony and Training School. Nel 1948 e nel 1950 si candidò infruttuosamente alla Camera dei Rappresentanti venendo sconfitto nelle primarie democratiche dal deputato in carica A. Leonard Allen, fedele alleato politico di suo fratello.
Nel 1952 Allen non si presentò per la rielezione e Long riuscì ad essere eletto deputato. Le relazioni tra i fratelli Long non furono sempre serene: oltre al sostegno pubblico dato a candidati rivali l'uno dell'altro, fu riportato che Earl cercò di convincere George a dimettersi dal Congresso perché voleva che il suo seggio fosse occupato dalla propria moglie Blanche. George tuttavia non rassegnò mai le proprie dimissioni, anzi fu riconfermato per altri due mandati, morendo nel 1958 mentre era ancora in carica.